# Шершень, Владимир Михайлович
Владимир Михайлович Шершень (род. 8 ноября 1961, Ленинград) — советский легкоатлет, специалист по бегу на короткие дистанции. Выступал на всесоюзном уровне в 1980-х годах, многократный победитель и призёр первенств всесоюзного значения. Представлял Ленинград, спортивные общества «Локомотив» и «Динамо». Мастер спорта СССР международного класса.

## Биография
Владимир Шершень родился 8 ноября 1961 года в Ленинграде в рабочей семье. Занимался лёгкой атлетикой под руководством тренеров Э. Г. Ямпольского и Г. Н. Жубрякова. Выступал за спортивные общества «Локомотив» и «Динамо». Окончил Государственный институт физической культуры имени П. Ф. Лесгафта.
Первого серьёзного успеха на всесоюзном уровне добился в сезоне 1981 года, когда на чемпионате СССР в Москве с ленинградской командой завоевал бронзовую награду в зачёте эстафеты 4 × 200 метров.
В 1982 году в беге на 200 метров одержал победу на домашних соревнованиях в Ленинграде, в эстафете 4 × 100 метров выиграл серебряную медаль на чемпионате СССР в Киеве.
В 1985 году на чемпионате СССР в Ленинграде установил свой личный рекорд в беге на 100 метров — 10,35, с динамовской командой взял бронзу в эстафете 4 × 100 метров.
В 1986 году в дисциплине 60 метров стал бронзовым призёром на зимнем чемпионате СССР в Москве, в эстафете 4 × 100 метров завоевал бронзовую награду на летнем чемпионате СССР в Киеве.
За выдающиеся спортивные достижения удостоен почётного звания «Мастер спорта СССР международного класса».